# Blepharita melanodonta
Blepharita melanodonta är en fjärilsart som beskrevs av George Francis Hampson 1906. Blepharita melanodonta ingår i släktet Blepharita och familjen nattflyn. Inga underarter finns listade i Catalogue of Life.